# South Haven (Minnesota)
South Haven es una ciudad ubicada en el condado de Wright en el estado estadounidense de Minnesota. En el Censo de 2010 tenía una población de 187 habitantes y una densidad poblacional de 114,79 personas por km².

## Geografía
South Haven se encuentra ubicada en las coordenadas 45°17′34″N 94°13′3″O / 45.29278, -94.21750. Según la Oficina del Censo de los Estados Unidos, South Haven tiene una superficie total de 1.63 km², de la cual 1.63 km² corresponden a tierra firme y (0%) 0 km² es agua.

## Demografía
Según el censo de 2010, había 187 personas residiendo en South Haven. La densidad de población era de 114,79 hab./km². De los 187 habitantes, South Haven estaba compuesto por el 93.58% blancos, el 0.53% eran afroamericanos, el 1.07% eran amerindios, el 0.53% eran asiáticos, el 0% eran isleños del Pacífico, el 0.53% eran de otras razas y el 3.74% pertenecían a dos o más razas. Del total de la población el 4.81% eran hispanos o latinos de cualquier raza.